# Patricia Jones
Patricia Jones   (Kamloops, 16 d'octubre de 1930 - Victoria, 23 d'agost de 2000) fou una atleta canadenca, especialista en curses de velocitat, que va competir durant la dècada de 1940.
El 1948 va prendre part en els Jocs Olímpics de Londres, on va disputar dues proves del programa d'atletisme. Va guanyar la medalla de bronze en la prova del 4x100 metres formant equip amb Viola Myers, Nancy MacKay i Diane Foster, mentre en els 100 metres finalitzà en cinquena posició.

## Millors marques
- 100 metres. 12,1" (1948)[1][2]